# William Carpenter (Maler)

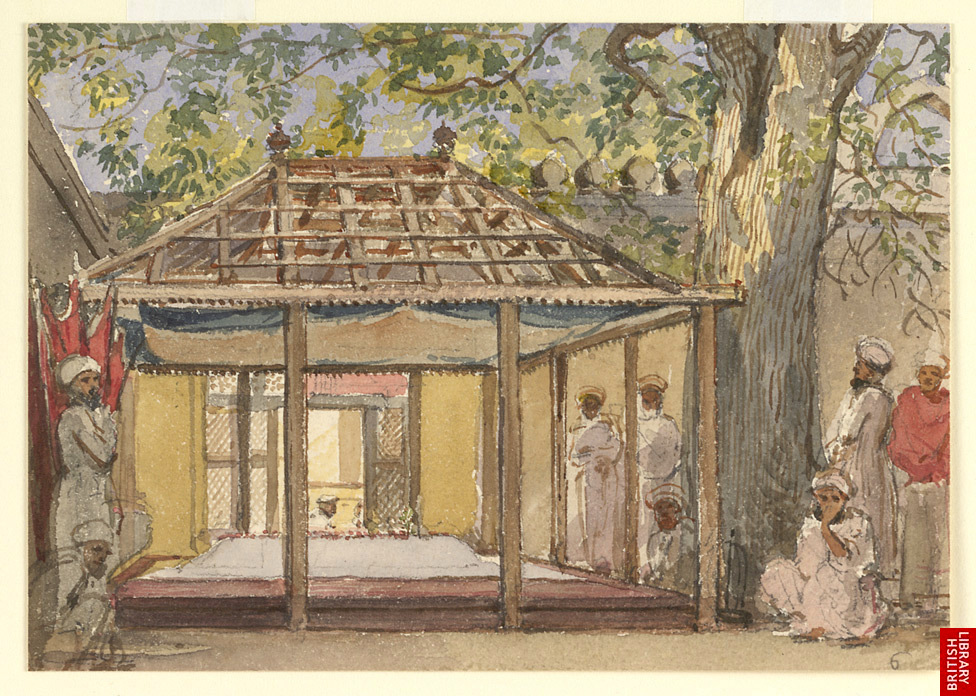
Grab des Aurangzeb in Khuldabad, Aquarell, zwischen 1850 und 1856

William Carpenter (* 1818 in London; † 1899 ebenda) war ein englischer Maler.

## Leben
William Carpenter kam aus einer Künstlerfamilie, seine Mutter war die angesehene Porträtmalerin Margaret Sarah Carpenter und sein Vater William Hookham Carpenter, der am Britischen Museum als Leiter der Graphikabteilung tätig war. William Carpenter studierte an der Royal Academy. Zwischen 1850 und 1856 reiste er in Indien und Afghanistan, wo er zahlreiche Aquarelle malte. Zurück in England konnte er seine Bilder an eine Zeitung verkaufen.
1881 hatte William Carpenter eine Ausstellung am South Kensington Museum, dem späteren Victoria and Albert Museum, das 275 seiner Bilder kaufte.